# Jaelyn Fox
Jaelyn Fox, née le 18 février 1988 à Reno (Nevada) est une actrice américaine de films pornographiques.

## Filmographie sélective
- 2007 : 18 Year Old Pussy 11
- 2008 : The 4 Finger Club 25
- 2009 : Her First Lesbian Sex 16
- 2010 : Creampied Cheerleaders 2
- 2011 : Orgy : The XX championship
- 2012 : My Sister Is The Teachers Pet
- 2013 : Anal Overload
- 2014 : I Love My Huge Dildo
- 2015 : Hand Solo
- 2016 : Cowgirls Do It with Their Boots On

### Distinctions
Récompenses
Nominations
- 2009 : 
  - AVN Awards :
    - Best Threeway Sex Scenein Fuck Slaves 3
    - Best New Starlet

  - FAME Award - Favorite Female (Rookie)
- 2010 : AVN Award - Best All-Girl Group Sex Scene – Big Toy Orgy
- 2012 : AVN Award - Orgy : The XX championship